# Horst Ademeit
Horst Ademeit (8 de Fevereiro de 1912 - Dünaberg, (Desaparecido em ação) 7 de agosto de 1944) foi um piloto de caça alemão durante a Segunda Guerra Mundial tendo atingido a marca de 166 vitórias aéreas.

## História
Ele aprendeu a voar no período pré-guerra e como um reservista, recebeu o treinamento de piloto de caça.
Na primavera de 1940, o então Unteroffizier Ademeit estava servindo com a 3./JG 54, onde teve a oportunidade de participar da Invasão da França e da Batalha da Inglaterra. Ele atingiu a sua primeira vitória em 18 de Setembro mas acabou sendo abatido sobre o Canal.
Ele conseguiu saltar do avião e foi resgatado pelo serviço alemão. Em 4 de Outubro, Ademeit abateu um avião de reconhecimento Spitfire. Adameit acompanhou a I./JG 54 para a Rússia onde ele atuou na maioria das vezes em missões de ataque ao solo.
Naquele fronte as oportunidades de combate aéreo eram constantes e o então Feldwebel Ademeit, servindo com a 1./JG 54, atingiu a sua 10ª vitória em 24 de Setembro de 1941, quando ele abateu um caça biplano russo I-15.
Leutnant Ademeit chegou a sua 20ª vitória em 18 de Fevereiro, quando ele abateu um caça russoI-16. Em 11 de Janeiro de 1943, atingiu sua 33ª 34ª vitória, chegando a sua 40ª vitória em 7 de Março. Neste dia foi designado Staffelkapitän do 6./JG 54. Em 4 de Abril atingiu a sua 53ª vitória sendo então condecorado com a Cruz de Cavaleiro da Cruz de Ferro no dia 16 de Abril.
Em 22 de Junho, Ademeit registrou a sua 60ª vitória e em 3 de Agosto a vitória de nº 75 e a de 95 pouco tempo depois, em 4 de Setembro. Conseguiu chegar a marca das 100 vitórias aéreas em 15 de Janeiro de 1944 quando ele abateu três caças russos La-5 e um bombardeiro bimotor Pe-2. Ademeit foi designado Gruppenkommandeur do I./JG 54 em 18 de Janeiro de 1944. Após a sua vitória de nº 120, o Hauptmann Ademeit foi condecorado com as Folhas de Carvalho (em alemão: Eichenlaub) da Cruz de Ferro (nº 414) em 2 de Março.
Lá pela metade de Abril já havia chegado a marca de 150 vitórias. no início de Agosto de 1944, Ademeit foi apontado Kommodore da JG 54. Em 7 de Agosto de 1944, Ademeit perseguiu um Il-2 Sturmovik sobre as linhas russas, próximo de Dünaberg em seu Fw 190 A-5 (W.Nr. 5960).
Não retornou desta missão e ainda é dado como desaparecido em combate até os dias de hoje. Parece que foi atingido por fogo inimigo de solo que danificou o seu avião e ele foi forçado a saltar. Foi promovido à patente de Major in absentia.
À Horst Ademeit foram creditadas 166 vitórias em pouco mais de 600 missões, sendo destas, 164 na Frente Oriental.

## Patentes
| Unteroffizier d.R. | 1940         |
| Feldwebel d.R.     | 1940         |
| Leutnant d.R.      | 1941         |
| Oberleutnant d.R.  | 1943         |
| Hauptmann d.R.     | 1944         |
| Major d.R.         | 1944 póstuma |

## Condecorações
| Cruz de Ferro (1939) 2ª Classe                   | 7 de setembro de 1940   |
| Cruz de Ferro (1939) 1ª Classe                   | 5 de setembro de 1941   |
| Distintivo de Voo do Fronte da Luftwaffe em Ouro |                         |
| Troféu de Honra da Luftwaffe                     | 8 de dezembro de 1941   |
| Cruz Germânica em Ouro                           | 25 de fevereiro de 1942 |
| Cruz de Cavaleiro da Cruz de Ferro               | 16 de abril de 1943     |
| 414. Folhas de Carvalho                          | 2 de março de 1944      |